# Intrativ
Intrativ är ett grammatiskt kasus som grovt anger den svenska prepositionen "omgiven".
Kasuset förekommer i limbu med lokativsuffixet -ʼō. Vid förening uttalas de två morfemen som -lummō.
| anchi-lum-ʼō                       | mi  | nɛ̄         |
| vi*-ITRT-LOC                       | eld | är.belägen |
| "Det finns en eld mellan oss två." |     |            |
* anchi är förstapersonsdubbla inklusiva pronomen, alltså "du och jag".